# 板当镇
板当镇，是中华人民共和国贵州省安顺市紫云苗族布依族自治县下辖的一个乡镇级行政单位。紫云县第一大镇，拥有丰富的水资源和生态产业。紫云县人才输出量最大的乡镇，有着突出的县内教学机构，板当中学小学，板当中学。
2016年1月14日，贵州省人民政府批复同意紫云自治县部分乡镇行政区划调整，将鸡场坡村划归新设置的坝羊镇管辖。

## 行政区划
板当镇下辖以下地区：
青山村、洛麦村、新河村、青塘村、扯角塘村、大坝村、青梨村、摆羊村、三联村、关泉村、塘兴村、跃进村、丙贡村、沙子哨村、三合村、井同村、尅卜村、硐口村、大地村、河边村、小寨关村、齐心村、新场村和沙坝村。